# I’ve Got a Rock ’n’ Roll Heart
I’ve Got a Rock ’n’ Roll Heart ist ein Rocksong, der 1983 von Eric Clapton auf dem Album Money and Cigarettes veröffentlicht wurde. Der Song belegte Platz 18 der Billboard Hot 100.

## Werbekampagne
2010 wurde der Song in einer T-Mobile-Werbekampagne für das Fender Edition T-Mobile HTC Magic myTouch 3G verwendet, in der Clapton durch seine Diskografie sieht und bei Money and Cigarettes die Suche beendet. Danach erhält Clapton einen Anruf von Buddy Guy. Mit ihm wechselt er ein paar Worte, während hinter ihm seine Fender-Gitarre Eric Clapton Stratocaster steht.

## Verkaufszahlen
| Land / Verband            | Auszeichnung | Verkäufe  | Quelle |
| ------------------------- | ------------ | --------- | ------ |
| Vereinigte Staaten (RIAA) | —            | 112.798 + | [ 4 ]  |

## Coverversionen
1991 coverte Kurt Ostbahn das Lied unter dem Titel 57er Chevy.